# 9609 Ponomarevalya
9609 Ponomarevalya è un asteroide della fascia principale. Scoperto nel 1992, presenta un'orbita caratterizzata da un semiasse maggiore pari a 3,0084743 UA e da un'eccentricità di 0,0992868, inclinata di 9,38341° rispetto all'eclittica.